# Reprezentacja Wysp Dziewiczych Stanów Zjednoczonych w Pucharze Gordona Bennetta
W zawodach balonów wolnych o Puchar Gordona Bennetta poszczególne kraje mogą reprezentować maksymalnie trzy zespoły składające się z dwóch osób. Po raz pierwszy udział załogi z Wysp Dziewiczych Stanów Zjednoczonych miał miejsce podczas 34. zawodów rozegranych w 1990 roku.

## Wyniki
Osiągnięcia drużyn w poszczególnych zawodach
UWAGA:
Oznaczenie rekordu długości lotu oraz czasu przelotu zaznaczone jest następująco:
| REKORD |

| Edycja zawodów | Data       | Miejsce zawodów    | Lokata | Załoga                             | Balon       | Czas lotu [h] | Odległość [km] |
| -------------- | ---------- | ------------------ | ------ | ---------------------------------- | ----------- | ------------- | -------------- |
| 34             | 2.09.1990  | Lech (Austria)     | 4      | Alan Fraenckel, John Stuart-Jervis | D-Caribbean | 21:02         | 243,20         |
| 35             | 21.09.1991 | Lech (Austria)     | 6      | Alan Fraenckel, Jackie Robertson   | D-Caribbean | 20:51         | 465,10         |
| 36             | 19.09.1992 | Stuttgart (Niemcy) | 8      | Jacques Soukup, Alan Fraenckel     | D-Caribbean | 39:30         | 670,87         |
| 37             | 4.10.1993  | Albuquerque (USA)  | 3      | Alan Fraenckel, Jackie Robertson   | D-Caribbean | 45:28         | 950,60         |
| 37             | 4.10.1993  | Albuquerque (USA)  | 19     | Jacques Soukup, John Stuart-Jervis | N-38JT      | 11:07         | 10,50          |
| 38             | 18.09.1994 | Lech (Austria)     | 6      | Alan Fraenckel, Jackie Robertson   | D-Caribbean | 26:44         | 271,20         |
| 39             | 9.09.1995  | Wil (Szwajcaria)   | 5      | Alan Fraenckel, John Stuart-Jervis | D-Caribbean | 62:32         | 1267,20        |

## Tragedia podczas zawodów
12 września 1995 roku podczas 39 zawodów Pucharu Gordona Bennetta po przekroczeniu granicy polsko-białoruskiej został zestrzelony balon reprezentacji Wysp Dziewiczych Stanów Zjednoczonych. Według oficjalnych informacji balon został uznany za bezzałogową sondę meteorologiczną. Z powodu naruszenie przestrzeni powietrznej oraz braku kontaktu ze sportowcami generał Walery Kostenko wydał rozkaz zestrzelenia obiektu. W okolicy miejscowości Bereza na wysokości 2000 metrów załoga śmigłowca Mi-24 wykonała zadanie. Alan Fraenckel oraz John Stuart-Jervis zginęli na skutek upadku z dużej wysokości. Według jednej z hipotez zawodnicy nie nawiązali kontaktu z obroną powietrzną Białorusi ze względu na utratę przytomności pod wpływem niedoboru tlenu.